# نبرد مرز
نبرد مرز (به لهستانی:  Bitwa graniczna) به سلسله درگیری‌های رخ داده در روزهای ابتدایی تهاجم به لهستان اشاره دارد که با پیروزی نیروهای آلمانی همراه شد.

## پیش زمینه
لهستان در برنامه دفاعی خود در برابر تهاجم آلمان که به برنامه غرب معروف بود، طرح دفاع در نواحی مرزی خود را برنامه‌ریزی کرده بود زیرا عمده صنایع و مراکز جمعیتی لهستان در نواحی مرزی و مخصوصاً در ناحیه سیلزی قرار داشت اما مرز طولانی با آلمان دفاع در تمام نواحی را سخت می‌کرد. این طرح با وجود اینکه از طرف گروهی از نظامیان لهستانی و مشاوران خارجی نادرست به نظر می‌رسید اما از سمت سیاست مداران طرفداری می‌شد زیرا ایشان از عواقب تسلیم بدون درگیری مناطق مهم کشور می‌هراسیدند و از سوی دیگر در هنگام تنش‌ها متحدین لهستان یعنی فرانسه و بریتانیا قصد داشتند تا با واگذاری قسمتی از لهستان به آلمان از جنگ جلوگیری کنند.
برنامه نیروهای آلمانی برای تهاجم به لهستان که به مورد سفید معروف بود ایجاب می‌کرد که برای غافلگیری لهستانی‌ها تهاجم باید پش از اعلام رسمی جنگ صورت بگیرد و این تهاجم از سه جهت می‌بود:
- از خاک آلمان در غرب لهستان
- از شمال از طریق پروس خاوری
- از خاک اسلواکی در جنوب همراه با نیروهای متحد اسلواک

همه این نیروها باید به سمت ورشو حرکت می‌کردند تا نیروهای لهستانی در غرب رود ویستولا به محاصره در بیایند.

## نبرد

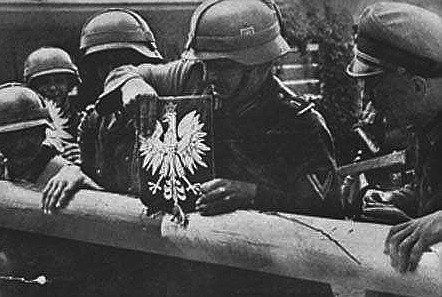
سربازان آلمانی در حال تخریب موانع مرزی با لهستان در روز ۱ سپتامبر

لهستان که از توان نظامی کمتری نسبت به آلمان برخوردار بود حتی از زمان دقیق تهاجم آلمانی‌ها خبر نداشتند و در روز ۱ سپتامبر که حمله نیروهای آلمانی آغاز شد هنوز نتوانسته بود به خوبی موضع بگیرد و تمام توان خود را بسیج کند. در ساعت ۴:۴۵ دقیقه صبح ناو اس‌ام‌اس شلسویگ-هولشتاین متعلق به نیروی دریایی آلمان بمباران استحکامات لهستانی‌ها را آغاز کرد که رسماً اولین نبرد جنگ جهانی دوم نامیده می‌شود. (نبرد وسترپلاته) در ساعت ۵ صبح نیروهای آلمانی از مرز عبور کردند و ساعت ۸ صبح نبرد موکرا برای تصرف این شهر آغاز شد در حالی که هنوز هم اعلان رسمی جنگ صورت نگرفته بود.
در ادامه همین روز از سمت شمال غرب گروه ارتش شمال به فرماندهی ژنرال فدر فون بک وارد لهستان شدند و در نبرد جنگل توخولا نیروهای لهستانی را به دو قسمت تقسیم کرد. در سمت شمال ارتش  در نبرد مواوا نیروهای لهستانی را شکست داد و آن‌ها را به پشت رودهای ویستولا و نارف عقب راند. در جنوب و جنوب شرقی هم نیروهای آلمانی به فرماندهی گرد فون روندشتت نیروهای لهستانی را در هم شکستند و پیشروی کردند.
در طول پنج روز اول ماه سپتامبر با وجود مقاومت شدید نیروهای لهستانی و چند پیروزی اولیه و کوچک در نهایت نیروهای لهستانی مجبور به عقب‌نشینی شدند و در روز ۶ سپتامبر مارشال ادوارد ریدز-اشمیگوی به تمامی نیروهای لهستانی دستور داد تا به پشت رود ویستولا و سن عقب‌نشینی کنند.
تمام نبردهایی که به نبرد مرزی معروف هستند به جز نبرد هل و نبرد موکرا به شکست‌های مداوم نیروهای لهستانی انجامید و به شدت روحیه ارتش لهستان را پایین آورد، به علاوه اینکه این شکست‌ها نگذاشت تا نیروهای لهستانی بتوانند به خوبی در سرپل رومانی موضع بگیرند.